# Robinsonada
Robinsonada és un subgènere literari d'aventures on l'objectiu dels protagonistes és sobreviure en un entorn desconegut o hostil. El nom és un epònim, ja que prové de la novel·la Robinson Crusoe, de Daniel Defoe on precisament l'heroi ha d'adaptar-se a la vida en una illa deserta després d'un naufragi.

## Característiques
La robinsonada narra els perills que corre un protagonista (o grup) aïllat de la civilització de la qual prové per accident o desig propi per dominar el nou ambient, amb una natura hostil o desconeguda i la possible presència de pobles enemics. A partir de l'enginy i el valor, aquest heroi ha d'aclimatar-se en aquest ambient, creant estructures que reprodueixin els mínims indispensables per a la vida i coneixent els detalls, amenaces i oportunitats del nou marc, amb l'objectiu de convertir-lo en una llar o resistir fins al rescat o tornada a la pàtria.
El gènere pot ser proper a la utopia si s'aprofita l'oportunitat del nou començament per crear un món millor o adaptat als objectius dels personatges, o bé a la distopia si a través d'una alternativa pessimista es critica la societat present (usualment la d'origen dels herois). Va néixer amb el colonialisme, on la fascinació o el rebuig pel coneixement de nous espais permetia imaginar com seria viure en aquests entorns considerats salvatges. En l'actualitat les robinsonades poden estar ambientades en illes, deserts o llocs de difícil accés, com a l'origen, però també a l'espai exterior, on nous planetes o un món postapocalíptic posen a prova les capacitats dels protagonistes per sobreviure.
La trama narrativa avança a mesura que l'heroi es troba amb nous reptes que amenacen la seva supervivència i s'explica com aconsegueix resoldre'ls. Els perills i calamitats mantenen el suspens de la lectura i aquest ingredient ha fet que sigui un gènere que s'hagi adaptat al cinema en diverses ocasions, amb pel·lícules d'aventures i acció. Usualment al mateix temps el protagonista guanya en autoconeixement, ja que la solitud l'ajuda a aprendre coses del seu interior i a posar en pràctica els propis recursos.

## Obres cèlebres
- Der Schweizerische Robinson, de Johann David Wyss, cèlebre per introduir tota una família en la mateixa situació que Robinson Crusoe (del qual prenen el cognom en homenatge)
- Masterman Ready, or the Wreck of the Pacific, de Frederick Marryat, una robinsonada per a joves, tret que seria àmpliament present en èpoques posteriors
- L'illa misteriosa, de Jules Verne, on apareixen elements de misteri que reprendrà el mateix autor
- The Admirable Crichton, de James Matthew Barrie, que inclou elements paròdics
- The Blue Lagoon, de Henry De Vere Stacpoole, on una parella descobreix l'amor mentre sobreviu en una illa
- Lord of the Flies, de William Golding, autor guardonat amb un Nobel
- The Survivors, de Tom Godwin, que inaugura l'adaptació del gènere a espais fora del planeta Terra
- Concrete Island, de James Graham Ballard, on l'ambient hostil és per primer cop la gran ciutat
- La vida de Pi, de Yann Martel, que narra les aventures en un bot amb un noi i un tigre com a únics tripulants
- La pell freda, de Albert Sánchez Piñol (2002)
- Robinson, de Vicenç Pagès (2017)
- Foe, de J.M. Coetzee (1986)